# Bedlam
Bedlam — серия комиксов, которую в 2012—2014 годах издавала компания Image Comics.

## Синопсис
Действие происходит в городке Бедламе. Филмор Пресс — бывший маньяк по прозвищу Красный безумец. Сейчас он хочет помочь детективу Асеведо раскрыть дело о серии убийств.

## История создания
Серия была анонсирована на Image Expo в Окленде. Спенсер говорил, что основной темой комикса является вопрос, сможет ли человек измениться, совершив ужасный поступок. Он сравнивал свой мир с трилогией Кристофера Нолана о Бэтмене и серией фильмов «Пипец». До 7 выпуска художником серии был Райли Россмо, а после его сменил Райан Браун.

## Коллекционные издания
| № | Тип            | Дата выхода  | Собранный материал | Кол-во страниц | ISBN                       | Предполагаемый объём продаж (первый месяц) |
| - | -------------- | ------------ | ------------------ | -------------- | -------------------------- | ------------------------------------------ |
| 1 | Мягкая обложка | 1 мая 2013   | Bedlam #1-6        | 184            | 978-1607067351, 1607067358 | 3 485, позиция в Северной Америке — 17     |
| 2 | Мягкая обложка | 5 марта 2014 | Bedlam #7-11       | 120            | 978-1607068464, 160706846X | 2 074, позиция в Северной Америке — 40     |

## Отзывы
На сайте Comic Book Roundup серия имеет оценку 7,5 из 10 на основе 104 рецензий. Бенджамин Бейли из IGN дал первому выпуску 8 баллов с половиной из 10 и похвалил художника с колористом. Дженнифер Ченг из Comic Book Resources тоже осталась довольна дебютом. Эдвард Кей из Newsarama поставил первому выпуску оценку 4 из 10 и сравнил главного героя с Джокером. Дилан Тано из Comics Bulletin присвоил дебюту 4 звезды с половиной из 5 и назвал его «возможно, самым запоминающимся первым выпуском», который он когда-либо читал. Тони Герреро из Comic Vine вручил дебюту 5 звёзд из 5 и порекомендовал Bedlam к прочтению.